# Studienzufriedenheit
Studienzufriedenheit ist die „Zufriedenheit mit dem Studium allgemein“. Die allgemeine Studienzufriedenheit ist bestimmt durch die Zufriedenheit mit einzelnen Aspekten des Studiums. Sie wird in Studentenbefragungen gemessen, so werden Informationen über Studienqualitätsmerkmale gewonnen. Es handelt sich dabei um eine Evaluation von Zufriedenheit von Studierenden mit ihrem Studium zum Zweck der Verbesserung der Lehre. Eine Lehrevaluation kann dabei Teil einer Studienzufriedenheitsbefragung sein.
Studienzufriedenheit findet keinen Einsatz bei der Akkreditierung von Studiengängen im Rahmen des Bologna-Prozesses.

## Theoretischer Hintergrund
Studienzufriedenheit ist das Ergebnis eines komplexen Informationsverarbeitungsprozesses und entsteht letztendlich dadurch, dass eine gewählte Alternative die subjektiven Erwartungen der Studierenden erfüllt oder übertrifft. Unzufriedenheit sollte bei Studierenden erzeugt werden, wenn die eigenen allgemeinen Wertvorstellungen nicht mit denen der wahrgenommenen Hochschulumwelt übereinstimmen.
Ein theoretischer Ansatz zur Erforschung der Studienzufriedenheit baut auf das Talcott Parsons AGIL-Schema auf. Demnach sind die zentralen Kategorien für die Erklärung von Studienzufriedenheit bzw. Unzufriedenheit:
- Fähigkeiten und Bedürfnisse der Studenten,
- die Anforderungen und Angebote der Hochschule,
- Ziele und antizipierte Erfüllungszustände,
- sowie Wertorientierungen der Studierenden (sofern sie denen der Hochschulumwelt entsprechen).

Andere Ansätze sehen Studienzufriedenheit eher nach dem Kongruenzmodell von John L. Holland (interaktionistischer Ansatz), wonach sich Studienzufriedenheit als Resultat von passenden Personen-Einstellungen (personologistischer Ansatz) und Umwelt-Bedingungen (situationistischer Ansatz) einstellt.
In der US-amerikanischen Hochschulforschung wird sie als ein wesentlicher Indikator für "institutional effectiveness" (Franklin 1996: 1043) betrachtet. Dort geben einige Universitäten „Studienzufriedenheits-Garantien“ um einen Wettbewerbsvorteil bei der Akquise von Studenten zu haben.
Eine erste empirische Überprüfung des AGIL-Schemas zur Messung der Studienzufriedenheit erfolgte im Jahre 2006 durch Cornelia Damrath an einer Untersuchung an der Universität Mainz. Dabei konnte festgestellt werden, dass Studienzufriedenheit am höchsten mit dem "Wert des Studienabschlusses an sich" zusammenhängt. Dies bedeutet, dass besonders die Studierenden zufrieden waren, die ein hohes Interesse an einem Studienabschluss hatten. In einer Replikationsuntersuchung aus dem Jahre 2015 wurde eine Überprüfung dieser Ergebnisse angestrebt. Im Gegensatz zur Originalstudie konnte dazu ein repräsentativ erhobener Datensatz mit über 7.000 Befragten an der Universität Freiburg herangezogen werden. Da die Analyseinstrumente weitestgehend identisch waren, kann eine hohe Vergleichbarkeit der Ergebnisse angenommen werden. Hier konnte jedoch gezeigt werden, dass weder der „Wert des Studienabschlusses an sich“ noch die allgemeine Leistungsfähigkeit der Studierenden wirksame Prädiktoren der Studienzufriedenheit sind. Hingegen scheint die „Beziehung Lehrende – Studierende“ der wichtigste Prädiktor der Studienzufriedenheit zu sein. Die Betreuung durch Lehrende ist offensichtlich der wichtigste einzelne Faktor, der die Zufriedenheit der Studierenden beeinflusst. Andere zentrale Ergebnisse der Ursprungsstudie konnten jedoch nicht repliziert werden.
An deutschen Hochschulen werden Studienzufriedenheitsmessungen vorgenommen, um aus studentischer Perspektive die Lehr- und Studienqualität zu analysieren.

## Messung der Studienzufriedenheit
Analog der Messung der Kundenzufriedenheit oder Mitarbeiterzufriedenheit kann die Studienzufriedenheit mit den Mitteln der empirischen Sozialforschung erhoben werden. In der Praxis werden üblicherweise Studentenbefragungen mittels Fragebogen durchgeführt. Dabei werden meist Teilaspekte der Studienzufriedenheit im Hinblick auf die Wichtigkeit für den jeweiligen Studenten und die Zufriedenheit mit der Umsetzung dieses Aspektes an der Hochschule erfragt.
Oftmals werden folgende Teilaspekte der Zufriedenheit genannt: Zufriedenheit mit
- den Studieninhalten
- den Studienbedingungen und
- der Studienbelastungen.[3]